# Els Garidells
Els Garidells és un municipi a l'extrem meridional de la comarca de l'Alt Camp. Fins a l'any 1990 va pertànyer a la comarca del Tarragonès. El terme municipal limita amb els municipis de Vallmoll al nord, la Secuita a l'est, Perafort al sud i el Morell a l'oest.

## Geografia
- Llista de topònims dels Garidells (Orografia: muntanyes, serres, collades, indrets..; hidrografia: rius, fonts...; edificis: cases, masies, esglésies, etc).

El municipi dels Garidells és situat a l'esquerra del Francolí. El relleu del terme és afectat per una sèrie de turons l'alçària dels quals disminueixen d'est a oest, segons que s'apropen al curs del francolí. El territori és recorregut per la riera dels Garidells, que desemboca al Francolí dins el terme de Perafort.
En les terres d'al·luvió que voregen el Francolí hi ha una estreta franja de regadiu en la qual es conreen avellaners, cereals i fruiters. A la resta de les terres conreades els conreus són de secà amb predomini de la vinya, seguida dels cereals, ametllers, garrofers, oliveres i avellaners. La part del terme no conreada l'ocupen el bosc i el garrigar.
El municipi es comunica amb Valls i Tarragona per la carretera de Tarragona a Lleida, la qual parteix el terme en dues meitats quasi idèntiques i passa propera al nucli urbà. Els camins locals més importants són el de les Gunyoles, el del Riu i el de la Coma.

## Demografia
En la contribució determinada l'any 1358 per la cort de Girona i Barcelona, el lloc dels Garidells apareix amb 14 focs, mentre en el fogatjament de 1553 en registra 15. l'any 1719 poblaven el lloc un total de 17 veïns. Els Garidells, contràriament al que s'esdevingué en la majoria dels pobles de Tarragona, perdé veïnat entre el 1719 i el 1763, puix que en la darrera data registrava 13 veïns o, cosa que és el mateix, una pèrdua d'un 23,52% de la seva població. Els deu anys transcorreguts entre 1763 i el 1773 foren molt positius per al lloc, ja que no solament recuperà les pèrdues experimentades respecte al 1719 sinó que millorà el nombre de veïns en situar-se en 26, és a dir, 9 més que el 1719. L'any 1787 tenia 312 habitants i el 1795 un total de 65 homes de 16 i més anys, 23 dels quals eren fadrins i la resta casats. El 1819 els Garidells tenia 28 veïns, quantitat que mantenia el 1830, mentre que el 1842 assolia 144 habitants. El municipi registra el nombre màxim de 440 el 1857. Entre 1860 i 1877 experimenta una forta davallada, ja que passà de 414 habitants el 1860 a 260 el 1877. El municipi entra al segle xx amb 239 habitants. El cens del 1981 indica per al municipi un total de 158 habitants.
| 1497 f | 1515 f | 1553 f | 1717 | 1787 | 1857 | 1877 | 1887 | 1900 | 1910 |
| ------ | ------ | ------ | ---- | ---- | ---- | ---- | ---- | ---- | ---- |
| 11     | 9      | 15     | 81   | 312  | 440  | 260  | 268  | 239  | 267  |

| 1920 | 1930 | 1940 | 1950 | 1960 | 1970 | 1981 | 1990 | 1992 | 1994 |
| ---- | ---- | ---- | ---- | ---- | ---- | ---- | ---- | ---- | ---- |
| 239  | 178  | 177  | 136  | 136  | 137  | 158  | 185  | 184  | 184  |

| 1996 | 1998 | 2000 | 2002 | 2004 | 2006 | 2008 | 2010 | 2012 | 2014 |
| ---- | ---- | ---- | ---- | ---- | ---- | ---- | ---- | ---- | ---- |
| 162  | 154  | 162  | 158  | 187  | 196  | 222  | 201  | 193  | 182  |

| 2016 | 2018 | 2020 | 2022 | 2024 | 2026 | 2028 | 2030 | 2032 | 2034 |
| ---- | ---- | ---- | ---- | ---- | ---- | ---- | ---- | ---- | ---- |
| 193  | 201  | 190  | 196  | 202  | -    | -    | -    | -    | -    |

## Història

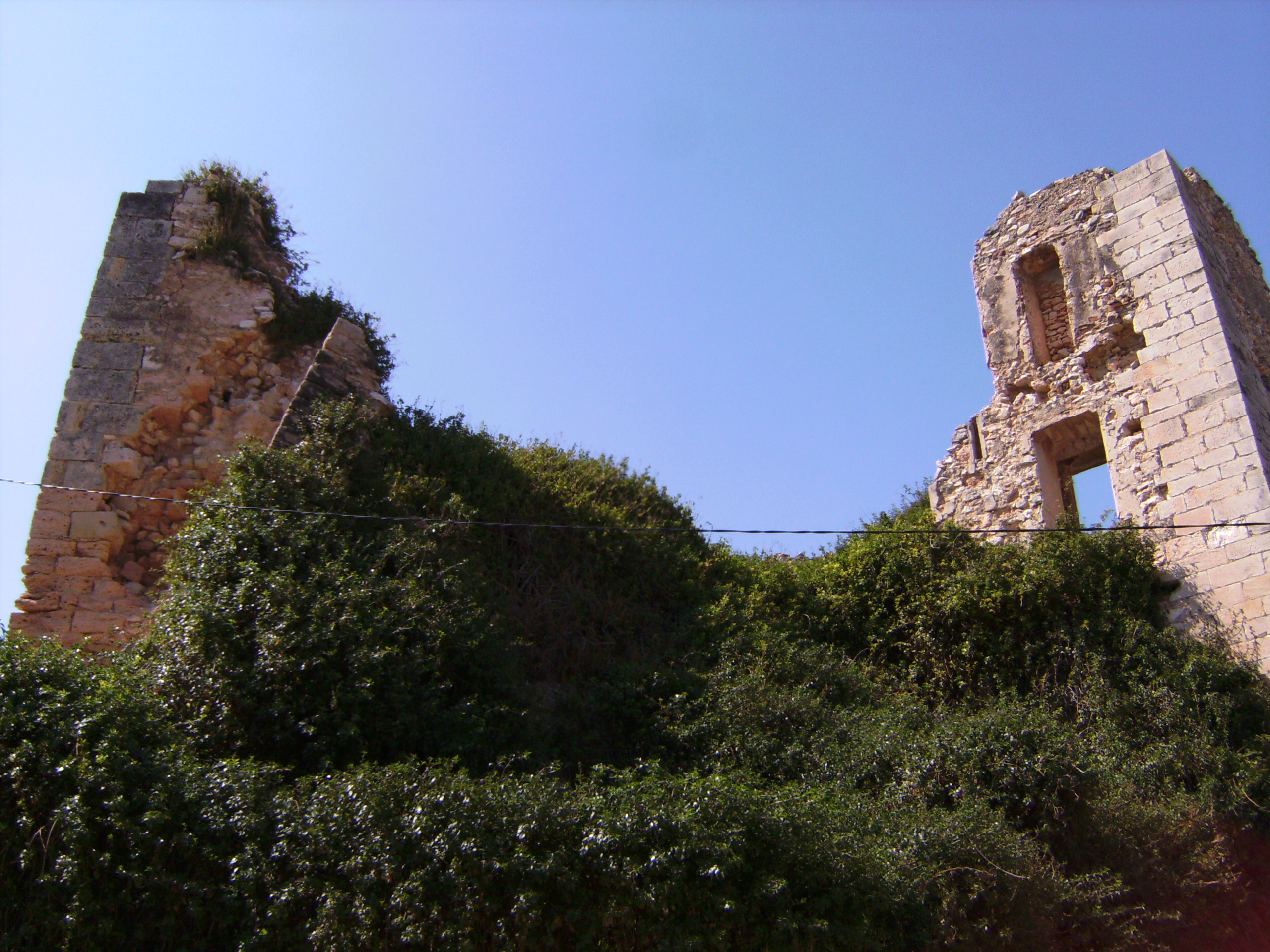
Restes de l'antic castell feudal dels Garidells

La carta de poblament de l'indret fou donada per Guillem de Claramunt (?-1230) als seus germans Arnau i Berenguer l'any 1174. Els drets que sobre el lloc s'havia reservat Guillem de Claramunt en fer donació als seus germans passaren el 1229, per disposició testamentaria, al monestir de Santes Creus. El 1309 els Garidells pertanyien a Saurina de Castellet, de la qual passaren a Galceran de Montoliu, que instituí hereu del lloc, així com de La Pobla de Mafumet el fill Bernat. L'any 1391, el rei Joan I vengué a la mitra tarragonina els drets i la jurisdicció que sobre els Garidells posseïa la corona. El territori passà dels Montoliu als Rossell; l'any 1582, Jaume de Rossell va vendre el castell i terme dels Garidells al monestir de Santes Creus.
El nucli urbà del poble dels Garidells és sobre un tossal de 132 metres d'altitud i a l'esquerra de la riera dels Garidells. L'església parroquial de Sant Jaume dels Garidells és petita; la parròquia posseïa 4 jornals i 2 quartans de terra, que, de manera conjunta i per 16.515 rals, passaren a ser propietat de Josep Damunt, pagès de la localitat, als anys 1830. Per damunt de la caseria sobresurt, encara que en força mal estat, l'edifici de l'antic castell feudal dels Garidells.

## Política
Nombre de regidors per partit
| PSC                                                          | -  | 1  | -  | -  | -  | 0 | 0 | 0 | 2 | - | 0 | 0 |
| PP                                                           | -  | -  | -  | -  | -  | - | 0 | 0 | 0 | 0 | - | - |
| ERC                                                          | -  | -  | -  | -  | -  | - | - | 0 | - | 3 | 5 | 5 |
| CiU                                                          | -  | -  | -  | -  | 5  | 5 | 5 | 5 | 3 | 2 | - | - |
| Altres                                                       | 5a | 4a | 5b | 5b | 0c | - | - | - | - | - | - | - |
| Total                                                        | 5  | 5  | 5  | 5  | 5  | 5 | 5 | 5 | 5 | 5 | 5 | 5 |
| a Entesa Municipal de Garidells; b A. E. de Garidells; c FIC |    |    |    |    |    |   |   |   |   |   |   |   |